# Agrisius albida
Agrisius albida là một loài bướm đêm thuộc phân họ Arctiinae, họ Erebidae.